# Curva bicorne

Curva bicorne

A curva bicorne, também conhecida como curva do chapéu de pontas, pela sua semelhança com o chapéu bicorne utilizado por Napoleão Bonaparte, é uma curva de equação
{\displaystyle y^{2}(a^{2}-x^{2})=(x^{2}+2ay-a^{2})^{2}\,}
com dois cúspides simétricos ao redor do eixo y.
A bicorne é uma curva algébrica plana de quarta ordem e de gênero zero. Possui duas singularidades cúspides no plano real, e um ponto duplo no plano projetivo complexo para x=0, z=0. Se movermos x=0 e z=0 para a origem, substituindo e realizando uma rotação imaginária no x, pela troca de ix/z por x e 1/z por y na curva bicorne, obtemos
{\displaystyle (x^{2}-2az+a^{2}z^{2})^{2}=x^{2}+a^{2}z^{2}.\,}
Esta curva, um caracol de pascal, possui um ponto duplo comum na origem, e dois  nós no plano complexo, para x = ± i e z=1.

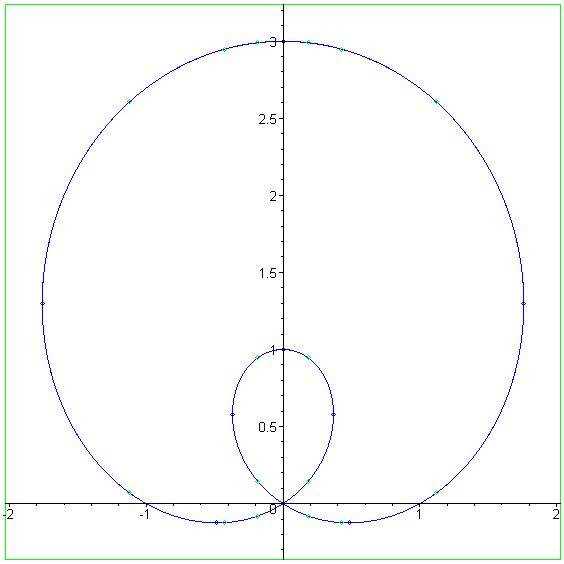
Uma curva bicorne transformada com a = 1